# Enoxaparin-Natrium
Enoxaparin-Natrium ist ein Arzneistoff zur Hemmung der Blutgerinnung.

## Chemischer Aufbau
Enoxaparin-Natrium zählt zu den niedermolekularen Heparinen, das heißt, es weist gleiche Strukturelemente wie unfraktioniertes Standardheparin auf, hat aber eine geringere durchschnittliche Molekülgröße als dieses. Enoxaparin ist ein komplexes Gemisch von Oligosacchariden, deren Ketten aus Glucosamin- und Uronsäurebausteinen aufgebaut sind, die glykosidisch miteinander verknüpft sind. Die Molekülketten bestehen aus vier bis 24 Monomeren. Die meisten Ketten besitzen eine 4-Enopyranoseuronat-Struktur am nicht reduzierenden Ende. 15 bis 25 Prozent der Komponenten haben eine 1,6-Anhydro-Struktur am reduzierenden Kettenende.
Die Spezifikation des Europäischen Arzneibuchs definiert einen Sulfatierungsgrad von circa 2 pro Disaccharideinheit sowie eine mittlere relative Molekülmasse im Bereich von 3800 bis 5000, wobei der charakteristische Wert etwa 4500 beträgt. Der Natriumgehalt beträgt 11,3 bis 13,5 Prozent, bezogen auf die getrocknete Substanz.

## Klinische Angaben

### Anwendungsgebiete
Enoxaparin-Natrium hemmt den gerinnungsfördernden Faktor Xa. Es wird zur Behandlung wie auch zur Prophylaxe von Thrombosen (Blutgerinnsel) eingesetzt. Es eignet sich zur Primärprophylaxe tiefer Venenthrombosen bei chirurgischen und nichtchirurgischen
Patienten mit einem Risiko für thromboembolische Ereignisse, zur Thromboseprophylaxe und Gerinnungshemmung bei extrakorporalem Kreislauf während der Hämodialyse, zur Therapie der tiefen Venenthrombosen mit und ohne Lungenembolie. Weiters stellen niedermolekulare Heparine (NMH)  eine Alternative zu unfraktioniertem Heparin (UFH) in der Behandlung der instabilen Angina Pectoris und des Non-Q-Wave-Myokardinfarktes (UA/NQMI) dar. Bei Patienten mit instabiler Angina Pectoris oder einem Myokardinfarkt ohne ST-Hebung verringert Enoxaparin die Häufigkeit klinischer Ereignisse in der Akutphase der Behandlung um 20 %.
Enoxaparin ist für folgende Anwendungsgebiete zugelassen:
- alle Stärken: Thromboseprophylaxe und Gerinnungshemmung bei extrakorporalem Kreislauf während der Hämodialyse.
- 20 mg / Tag: Primärprophylaxe tiefer Venenthrombosen: peri- und postoperativ bei Patienten mit niedrigem oder mittlerem thromboembolischen Risiko (z. B. Allgemeinchirurgie).
- 40 mg / Tag: Primärprophylaxe tiefer Venenthrombosen: peri- und postoperativ bei Patienten mit hohem thromboembolischen Risiko (z. B. in der orthopädischen Chirurgie), Primärprophylaxe tiefer Venenthrombosen bei nicht-chirurgischen Patienten mit mittlerem oder hohem thromboembolischem Risiko bei akuten schweren internistischen Erkrankungen (Herzinsuffizienz NYHA III bzw. IV, Infektionen, respiratorische Erkrankungen) mit weitgehender Immobilisation.
- 60 – 100 mg / Tag: Therapie tiefer Venenthrombosen mit und ohne Lungenembolie, Therapie der instabilen Angina Pectoris und des Nicht-ST-Hebungs-Myokardinfarktes, Therapie des akuten ST-Hebungs-Myokardinfarktes (STEMI), konservativ oder mit nachfolgender PCI (Percutaneous coronary intervention).[10]

### Art der Anwendung
Enoxaparin wird unter die Haut, am häufigsten unter die Bauchhaut, gespritzt. Es ist für die subkutane Injektion vorgesehen und darf nicht intramuskulär verabreicht werden.
Patienten mit Niereninsuffizienz können mit einer entsprechenden Dosisreduktion überbrückend mit Enoxaparin antikoaguliert werden.

### Gegenanzeigen
Enoxaparin-Natrium darf nicht angewendet werden bei einer Überempfindlichkeit gegenüber Enoxaparin oder anderen niedermolekularen Heparinen, ferner nicht bei kürzlich zurückliegenden Blutungen (z. B. durch Verletzungen oder Operationen, klinisch relevanter gastrointestinaler oder urogenitaler Blutung, hämorrhagischen Schlaganfall oder andere intrakranielle Blutungen). Eine Anwendung ist auch nicht erlaubt bei  klinisch relevanten Gerinnungsstörungen, Magen- oder Darmulzera, Abortus imminens, schweren Leber- oder Pankreaserkrankungen, unkontrollierbarer schwerer Hypertonie oder Endokarditis.

## Gewinnung und Eigenschaften
Als niedermolekulares Heparin wird Enoxaparin durch die chemische Depolymerisation von porcinem intestinalem Heparin hergestellt. Der Verarbeitungsprozess (Extraktion, Fraktionierung) dieses Ausgangsmaterials biologischen Ursprungs legt die Eigenschaften des Wirkstoffs fest.
Enoxaparin-Natrium, das als Referenz für neue Mittel in diesem Bereich gilt, hat ein charakteristisches und reproduzierbares Oligosaccharidprofil, das für die spezifischen pharmakologischen Eigenschaften verantwortlich ist: So weist Enoxaparin-Natrium eine höhere und gleichmäßigere Bioverfügbarkeit nach subkutaner Verabreichung auf als unfraktioniertes Heparin, hat eine längere Plasmahalbwertszeit und ist weniger stark an Plasmaproteine gebunden.
Seit 2017 sind Biosimilars zu Enoxaparin-Natrium auf dem Markt.

## Handelsnamen
Handelsnamen: Clexane, Lovenox (Hersteller: Sanofi) u. a.
Biosimilars: Enoxaparin Ledraxen (Hersteller: Venipharm), Hepaxane (Hersteller: ITF Pharma), Enoxaparin BECAT (Hersteller: Rovi), Inhixa (Hersteller: Techdow), Thorinane (Hersteller: Pharmathen)